# Distretto di Yoshino
Il distretto di Yoshino (吉野郡, Yoshino-gun?) è uno dei distretti della prefettura di Nara, in Giappone.
Attualmente fanno parte del distretto i comuni di Higashiyoshino, Kamikitayama, Kawakami, Kurotaki, Nosegawa, Ōyodo, Shimoichi, Shimokitayama, Tenkawa, Totsukawa e Yoshino.
| Controllo di autorità | VIAF (EN) 150133637 · LCCN (EN) n83064715 · J9U (EN, HE) 987007555117805171 · NDL (EN, JA) 00548342 |